# Marcel Boloș
Ioan Marcel Boloș (n. 1 aprilie 1968, Hodișu, România) este un economist,  politician și preot român ortodox, care a fost ministru al finanțelor în Guvernul Ciolacu (1), din 15 iunie 2023 până în 23 decembrie 2024, din partea PNL.

## Ministru de finanțe
În calitate de ministru al finanțelor, a dus o politică axată pe consolidarea fiscală și bugetară. A inițiat un proces de digitalizare a sistemului fiscal prin începerea unor proiecte precum e-factura, e-TVA (decontul precompletat de TVA), e-case de marcat fiscale și e-transport, cu scopul creșterii veniturilor la nivelul bugetului de stat. 

## Ministru al proiectelor europene
Anterior acesta a deținut pentru a doua oară portofoliul fondurilor europene, respectiv funcția de ministru al Investițiilor și Proiectelor Europene începând cu data de 3 mai 2022, până la preluarea ministerului de finanțe. Acesta a ocupat de asemenea și funcția de ministru al Cercetării, Inovării și Digitalizării, între 28 ianuarie 2022 până la 3 mai 2022 când a fost urmat de Sebastian Burduja. Marcel Boloș a deținut de asemenea și funcția de ministru al Fondurilor Europene începând cu 4 noiembrie 2019 până la 23 decembrie 2020. În perioada 2012-2013 a fost Secretar de Stat în cadrul Ministerului Dezvoltării Regionale și Turismului, unde a fost coordonatorul Programului Operațional Regional (POR) 2007-2013. A fost șeful autorității de management pentru Programul Operațional Sectorial Transport (POST) 2007-2013  și al Direcției Generale Management și Strategii din cadrul Ministerului Transporturilor în perioada 2013-2015, ocupând ulterior funcția de Secretar de Stat în cadrul aceluiași minister în anul 2016, în perioada Guvernului Dacian Cioloș. Din ianuarie 2017 a condus în calitate de director general Agenția de Dezvoltare Regională Nord-Vest, cu excepția perioadei în care a fost responsabil de portofoliul Fondurilor Europene în Guvernul Ludovic Orban, precum de cel al Cercetării, Inovării și Digitalizării în Guvernul Nicolae Ciucă.

## Consilier al premierului Ciucă
Din data de 14 decembrie 2021 până la numirea sa în funcția de ministru al Cercetării, Inovării și Digitalizării acesta a ocupat poziția de consilier onorific al premierului Nicolae-Ionel Ciucă, în domeniul finanțelor, bugetului și fondurilor europene.

## Ministru al fondurilor europene
Mandatul din fruntea Ministerului Fondurilor Europene s-a desfășurat în condiții extrem de complicate generate de pandemia COVID19 dar și de pregătirea a două categorii de documente strategice importante și anume: pentru Politica de Coeziune – Acordul de Parteneriat 2021-2027 și Programele Operaționale 2021-2027, iar pentru noul Mecanism de Redresare și Reziliență – a draft-ului de Plan Național de Redresare și Reziliență. În mandatul său au fost puse în consultare publică primele versiuni ale acestor documente strategice și de programare. Măsurile întreprinse în perioada pandemiei, în domeniul fondurilor europene au contribuit la sprijinirea mediului de afaceri decontarea șomajului tehnic pentru angajați, acordarea de granturi pentru capital de lucru, cât și la adaptarea la nevoile imediate din pandemie în sănătate și educație - au fost lansate apeluri de proiecte pentru investiții în infrastructură de sănătate și pentru dotarea unităților școlare cu tablete și echipamente IT pentru desfășurarea activității didactice. 
Absorția fondurilor europene a fost accelerată pe perioada mandatului ministrului Marcel Ioan Boloș, prin măsuri care au vizat pregătirea din timp a proiectelor aferente perioadei de programare 2021-2027, descentralizarea proiectelor de infrastructură de transport, dar și lansarea unui număr însemnat de apeluri de proiecte, inițiate atât pentru sprijinirea combaterii pandemiei COVID19, cât și pentru proiecte de dezvoltare și investiții. Pe parcursul mandatului său au fost lansate 60 de apeluri de proiecte în valoare de aproximativ 8,5 miliarde de euro, fiind încheiate și peste 140 de contracte de finanțare în valoare de aproximativ 5 miliarde de euro.
Ritmul absorției fondurilor europene s-a intensificat pe perioada mandatului său de ministru, aceasta crescând semnificativ. La preluarea mandatului de ministru al fondurilor europene, în noiembrie 2019, valoarea nominală a sumelor atrase de către România era de aproximativ 9,9 miliarde de euro, reprezentând 32,34% din totalul fondurilor europene alocate (30,8 miliarde). Sumele atrase pe perioada mandatului au fost de 5,6 miliarde euro, ajungând în decembrie 2020 la un grad de absorție de 50,31%. Numărul contractelor de finanțare încheiate în perioada noiembrie 2019-decembrie 2020 a fost de 2.362 de contracte de finanțare, în valoare de 10,1 miliarde euro, din care fonduri externe nerambursabile 8,2 miliarde euro. La finalul mandatului România avea o rată de contractare de 129,5% a programelor cu finanțare europeană, aspect ce a creat premisele pentru creșterea gradului de absorție.
Acesta s-a remarcat prin măsurile de descentralizare ale proiectelor de infrastructură de transport, atât în domeniul rutier, cât și feroviar și al transportului feroviar metropolitan, măsuri concretizate prin adoptarea Ordonanța de urgență nr. 101/2020 privind unele măsuri pentru implementarea proiectelor cu finanțare din fonduri europene în vederea evitării riscului de dezangajare pentru perioada de programare 2014-2020. Dacă până la momentul iunie 2020 proiectele de infrastructură rutieră de transport finanțate din fonduri europene erau implementate în principal la nivel central, prin intermediul OUG 101/2020, s-au creat premisele și baza legală ca acestea să fie implementate de către unitățile administrativ-teritoriale (primării, consilii județene), Asociațiile de Dezvoltare Intercomunitare (ADI) sau de către acestea în parteneriat cu Compania Națională de Administrare a Infrastructurii Rutiere (CNAIR). De la momentul adoptării măsuri o serie de autorități publice locale au demarat preluarea proiectelor de infrastructură de transport, aspect ce crește premisele de implementare a acestor proiecte.
În plus, Boloș a promovat și o nouă arhitectură a sistemului de gestionare a fondurilor europene, cu accent pe regiunile de dezvoltare, care permite celor 8 Agenții de Dezvoltare Regională (ADR) să primească atribuții și rol de Autorități de Management, rol jucat până acum de Ministerul Dezvoltării sau Ministerul Fondurilor UE. Acesta a susținut crearea a două programe operaționale noi, dedicate exclusiv sănătății și incluziuni sociale, respectiv Programul Operațional Sănătate 2021-2027 și Programul Operațional Incluziune și Demnitate Socială 2021-2027. Aceste măsuri au fost primite foarte bine la nivelul autorităților publice locale și reprezentanților societății civile.
O măsură importantă a mandatului a vizat digitalizarea sistemului de coordonare și gestionare a fondurilor europene. În mai 2020 a fost adoptată Ordonanța de urgență a Guvernului (OUG) nr. 65/2020 privind unele măsuri pentru digitalizarea sistemului de coordonare și gestionare a fondurilor europene structurale și de investiții pentru perioada de facturare 2014-2020. Potrivit ordonanței, începând cu data de 1 iunie 2020, autoritățile de management, organismele intermediare și beneficiarii proiectelor cu finanțare din fonduri europene sunt obligate să emită, să primească și să prelucreze toate documentele care stau la baza implementării proiectelor numai prin intermediul sistemului informatic SMIS2014+/MySMIS2014. Astfel, corespodența între autoritățile de management, organismele intermediare și beneficiari se va derula doar în format electronic, fiecare dintre părți fiind obligată, potrivit actului normativ, să își organizeze Registrul de evidență electronică a corespondenței, dar și organizarea electronică a arhivei pentru aceste documente. Ministrul a numit generic actul normativ ca Ordonanța «Adio hârtii!», fiind o inițiativă ce a venit în scopul debirocratizării și transparentizării interacțiunii dintre beneficiarii fondurilor europene și autorități, creând cadrul legal pentru alinierea la Regulamentele Europene. 